# Cơm nguội Trung Quốc
Cơm nguội Trung Quốc hay còn gọi là sếu Trung Quốc, phác, Cơm nguội, Cơm nguội tàu, có tài liệu còn gọi tên là Sếu đông (tên khoa học: Celtis sinensis Pers., tiếng Trung: 朴树) là một loài thực vật thuộc chi Cơm nguội, họ Gai dầu (Cannabaceae).

## Miêu tả
Cây gỗ cao tới 20 m, với lá sớm rụng. Vỏ thân cây màu xám. Quả là loại quả hạch hình cầu, đường kính 5-7(-8) mm. Ra hoa giai đoạn tháng 3-4, kết quả tháng 9-10.

## Phân loại
Các danh pháp đồng nghĩa có: Celtis bodinieri H. Léveillé; C. bungeana var. pubipedicella G. H. Wang; C. cercidifolia C. K. Schneider; C. hunanensis Handel-Mazzetti; C. labilis C. K. Schneider; C. nervosa Hemsley; C. tetrandra Roxburgh subsp. sinensis (Persoon) Y. C. Tang.

## Phân bố
Đông Nam Á: Lào, Việt Nam; Trung Quốc; Nhật Bản; Triều Tiên trên các sườn dốc có độ cao 100-1.500 m. Tại Trung Quốc gọi là phác thụ (朴树).

## Âm nhạc
| “ | Hà Nội mùa thu, cây cơm nguội vàng, cây bàng lá đỏ, nằm kề bên nhau, phố xưa nhà cổ, mái ngói thâm nâu... | ” |